# Krasnyj Chleborob (Adygejsko)
Krasnyj Chleborob je osada (chutor) v Giaginském rajónu Adygejské republiky Ruské federace. Je součástí Ajrjumovského vesnického okresu.
Nachází se v severní části Giaginského rajónu u železniční tratě Armavir-Vesjoloje. Je vzdálena 10 km jihovýchodně od sídla Novyj, 12 km východně od stanice Giaginskaja a 42 km severovýchodně od města Majkop.

## Historie
První informace o osadě se nacházejí v evidenčních údajích z roku 1925. Tento rok je považován za datum založení osady.